# 1986년 토론토 국제 영화제
제11회 토론토 국제 영화제는 1986년 9월 4일부터 9월 13일까지 캐나다 온타리오주 토론토에서 열린 시상식이다. 개막작으로는 드니 아르캉(Denys Arcand)의 미제국의 몰락(The Decline of the American Empire)이 선정되었다. 이 영화는 영화제에서 피플스 초이스 어워드(People's Choice Award)를 수상했으며 나중에 오스카상 외국어 영화상 후보에 올랐다.

## 수상 및 후보

### 관객상
- 미제국의 몰락 - 데니 아르캉 수상

### FIPRESCI-상
- Hombre mirando al sudeste - 엘리즈오 수비엘라 수상